# Епархия Аугсбурга

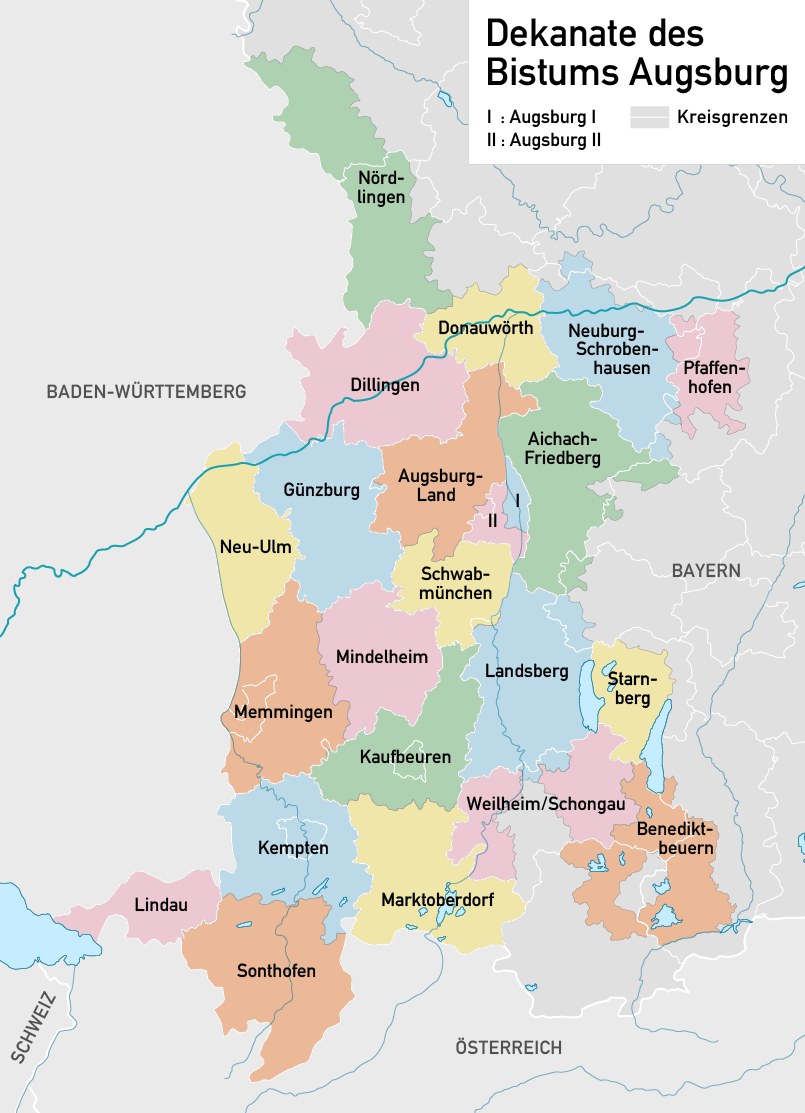
Карта деканатов епархии Аугсбурга

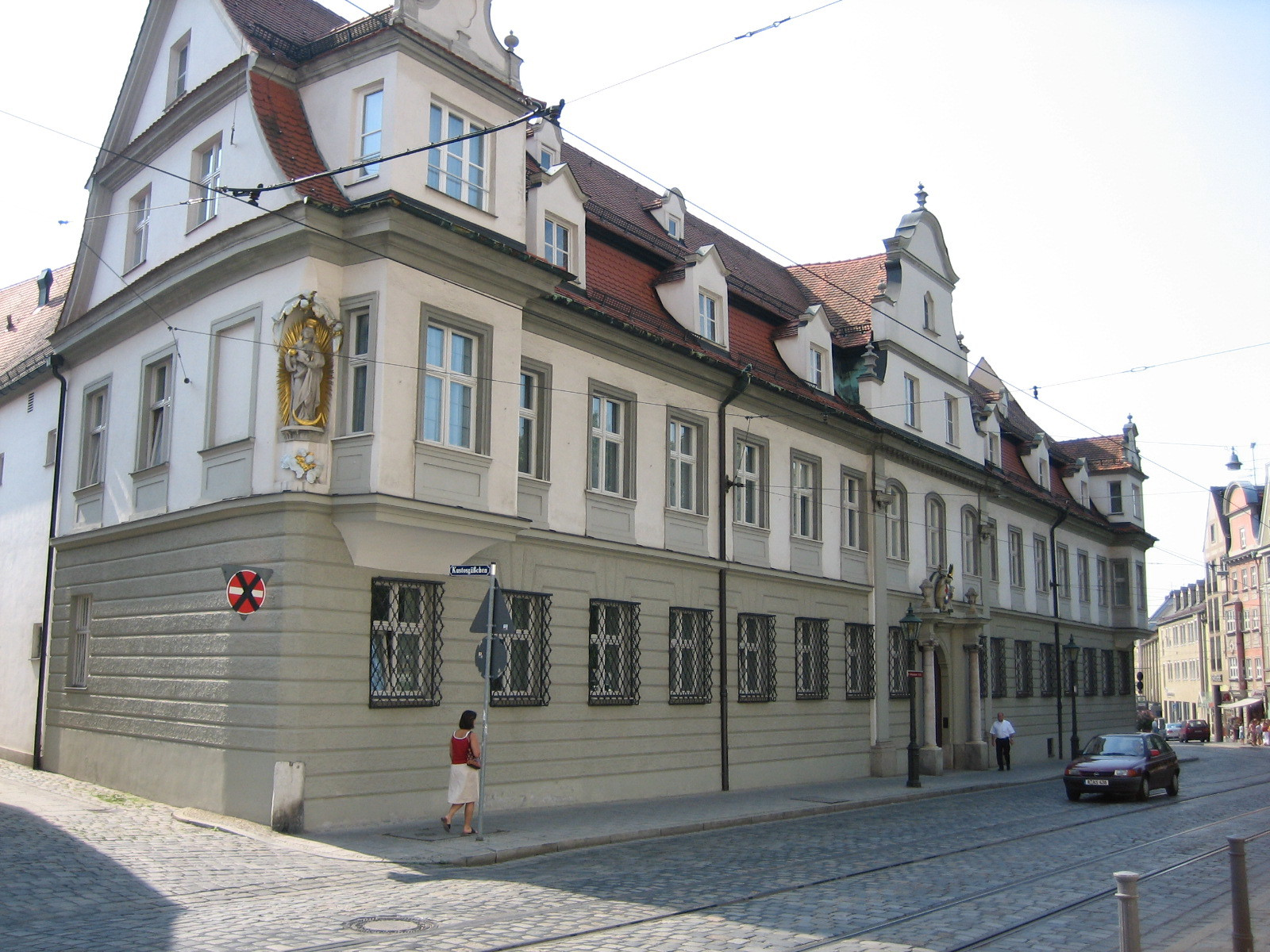
Резиденция епископов Аугсбурга

Епархия Аугсбурга (лат. Dioecesis Augustana Vindelicorum, нем. Bistum Augsburg) — епархия в составе архиепархии-митрополии Мюнхена и Фрайзинга Римско-католической церкви в Германии. В настоящее время епархией управляет епископ Конрад Цдарса. Почётные епископы — Йозеф Виктор Даммерц (1929—2020), Вальтер Микса. Вспомогательные епископы — Антон Лозингер и Флориан Вёрнер.
Клир епархии включает 1 091 священников (762 епархиальных и 329 монашествующих священников), 138 диаконов, 558 монахов, 1837 монахинь.
Адрес епархии: Fronhof 4, D-86152 Augsburg, Bundesrepublik Deutschland.

## Территория
В юрисдикцию епархии входит 1001 приход на юго-западе земли Бавария.
Все приходы объединены в 36 деканатов.
Кафедра епископа находится в городе Аугсбург в церкви Пресвятой Девы Марии.

## История
Августа Винделикорум, древнее название города Аугсбурга, располагалась в древнеримской провинции Реция Секунда. Христианские общины в городе появились во II веке. Первым местным епископом, по преданию, был Дионисий, крестивший будущую святую мученицу Афру. Информация о епископах Августы Винделикорум в письменных источниках прослеживается с VII века.
При епископе Зимперте город стал важным культурным центром, чему во многом способствовали монахи-бенедиктинцы. В это же время были основаны новые монастыри в Вессобруне или Оттобойрене. В VIII веке в состав епархии вошла территория упраздненной епархии Нойбург.
При епископе Ульрихе епископство приобрело церковно-территориальный статус, что привело в конце VIII века к признанию светской власти епископов над территорией епархии.
В 1530 году Аугсбург стал местом собрания парламента Священной Римской империи, на котором впервые вместе с католиками, участвовали и протестанты, заявившие о своем исповедании, получившем название Аугсбургского исповедания. По инициативе иезуита, святого Петра Канизия, епископ Вены, при епископе Отто Труксесс фон Вальдбурге в епархии в 1549 году был основан католический университет, способствовавший распространению реформ, утверждённых на Тридентском соборе.
В эпоху барокко Аугсбург обогатился многими произведениями искусства благодаря архитекторам, художникам и скульпторам, трудившимся в церквях епархии.
Епископство утратило светскую власть в начале XIX века в результате секуляризации и упразднения Священной Римской империи.
1 апреля 1818 года в состав епархии Аугсбурга вошла часть территории упраздненной епархии Констанца.

## Епископы Аугсбурга (III—X века)
- Дионисий (III век);
- Нарцисс (III/IV век);
- Зосима (начало 590);
- Перевельф;
- Тагеберт;
- Манно;
- Вико;
- Цайццо;
- Маркманн;
- Виктерп (736/740 — 18.04.749);
- Тоццо (755)
- святой Зимперт (778 — 13.10.808/809);
- Ханто (809—815);
- святой Нидкер (815 — 15.04.830/832);
- Удальманн (830—840);
- Ланто (851);
- Витгар (858—887);
- Адальберо фон Диллинген (887 — 28.04.909);
- Хильтин (28.12.909 — 08.11.923);

## Князья-епископы Аугсбурга
См. Аугсбургское княжество-епископство

## Епископы Аугсбурга (c 1803 года)
- Клеменс Венцеслав Саксонский (20.08.1768 — 27.07.1812) — до 1803 года князь-епископ;
- Франц Фридрих фон Штурмфедер (1812—1818) — генеральный викарий;
- Франц Карл Йозеф фон Гогенлоэ-Вальденбург-Шиллингсфюрст (05.02.1818 — 09.10.1819);
- Йозеф Мария фон унд цу Фраунберг (06.12.1819 — 04.03.1824) — назначен архиепископом Бамберга;
- Игнац Альберт фон Риг (04.03.1824 — 15.08.1836) — августинец;
- Йоханн Петер фон Рихарц (20.09.1836 — 02.07.1855);
- Михаэль фон Дайнлайн (19.06.1856 — 17.06.1858) — назначен архиепископом Бамберга;
- Панкратиус фон Динкель (16.07.1858 — 08.10.1894);
- Петрус фон Хёцель (07.11.1894 — 09.03.1902) — францисканец;
- Максимилиан фон Лингг (18.03.1902 — 31.05.1930);
- Йозеф Кумпфмюллер (17.09.1930 — 09.02.1949);
- Йозеф Фройндорфер (09.07.1949 — 01.04.1963);
- Йозеф Штимпфле (10.09.1963 — 30.03.1992);
- Виктор Йозеф Даммерц (24.12.1992 — 09.06.2004) — бенедиктинец;
- Вальтер Микса (16.07.2005 — 08.05.2010);
- Конрад Цдарса (08.07.2010 — 04.07.2019).

## Статистика
На конец 2006 года из 2 262 963 человек, проживающих на территории епархии, католиками являлись 1 493 282 человек, что соответствует 66,0 % от общего числа населения епархии.
| год  | население | население | население | священники | священники        | священники         | священники                           | постоянные диаконы | монахи  | монахи  | приходы |
| год  | католики  | всего     | %         | всего      | белое духовенство | черное духовенство | число католиков на одного священника | постоянные диаконы | мужчины | женщины | приходы |
| ---- | --------- | --------- | --------- | ---------- | ----------------- | ------------------ | ------------------------------------ | ------------------ | ------- | ------- | ------- |
| 1950 | 1.347.000 | 1.639.660 | 82,2      | 1.571      | 1.223             | 348                | 857                                  |                    | 348     | 5.120   | 986     |
| 1959 | 1.385.803 | 1.657.371 | 83,6      | 1.628      | 1.253             | 375                | 851                                  |                    | 345     | 5.215   | 948     |
| 1970 | 1.500.598 | 1.842.911 | 81,4      | 1.105      | 1.105             | ?                  | ?                                    | 3                  |         | 3.500   | 1.020   |
| 1980 | 1.554.000 | 1.900.000 | 81,8      | 1.340      | 960               | 380                | 1.159                                | 24                 | 716     | 4.400   | 1.032   |
| 1990 | 1.457.417 | 1.967.498 | 74,1      | 1.267      | 842               | 425                | 1.150                                | 81                 | 752     | 3.347   | 997     |
| 1999 | 1.536.620 | 2.195.124 | 70,0      | 1.017      | 818               | 199                | 1.510                                | 107                | 497     | 2.427   | 1.000   |
| 2000 | 1.536.010 | 2.204.626 | 69,7      | 1.012      | 813               | 199                | 1.517                                | 113                | 308     | 2.239   | 1.000   |
| 2001 | 1.535.529 | 2.214.187 | 69,3      | 1.007      | 793               | 214                | 1.524                                | 120                | 302     | 2.315   | 1.001   |
| 2002 | 1.535.669 | 2.225.166 | 69,0      | 1.095      | 792               | 303                | 1.402                                | 118                | 534     | 2.197   | 1.001   |
| 2003 | 1.539.461 | 2.245.158 | 68,6      | 1.105      | 789               | 316                | 1.393                                | 124                | 486     | 2.115   | 1.001   |
| 2004 | 1.536.294 | 2.249.020 | 68,3      | 1.118      | 782               | 336                | 1.374                                | 129                | 484     | 2.050   | 1.001   |
| 2006 | 1.493.282 | 2.262.963 | 66,0      | 1.091      | 762               | 329                | 1.368                                | 138                | 558     | 1.837   | 1.001   |